# Popcornella
Genre
Popcornella est un genre d'araignées aranéomorphes de la famille des Salticidae.

## Distribution
Les espèces de ce genre sont endémiques des Antilles. Elles rencontrent à Porto Rico et en République dominicaine.

## Liste des espèces
Selon World Spider Catalog (version 18.0, 06/05/2017) :
- Popcornella furcata Zhang & Maddison, 2012
- Popcornella nigromaculata Zhang & Maddison, 2012
- Popcornella spiniformis Zhang & Maddison, 2012
- Popcornella yunque Zhang & Maddison, 2012

## Étymologie
Ce genre est nommé en référence au pop-corn du fait de la façon de sauter de manière aléatoire de ces araignées quand elles sont dérangées.

## Publication originale
- Zhang & Maddison, 2012 : New euophryine jumping spiders from the Dominican Republic and Puerto Rico (Araneae: Salticidae: Euophryinae). Zootaxa, no 3476, p. 1-54.